# Field of Gold
Field of Gold, né le 3 mars 2022, est un cheval de course qui participe aux courses hippiques de plat. Propriété de Juddmonte Farms, il est entraîné par John Gosden.

## Carrière de courses
Né en Irlande, acquis foal (c'est-à-dire à 6 mois) par Juddmonte pour 530 000 €, Field of Gold débute en juin de ses 2 ans par une troisième place à Doncaster, puis ouvre son palmarès en remportant brillamment son maiden à Newmarket. Son succès dans les Solario Stakes, un groupe 3, le place parmi les poulains les plus en vue de sa génération, mais il échoue toutefois face à certains des meilleurs juveniles européens dans le Prix Jean-Luc Lagardère à Longchamp. 
De retour à 3 ans, l'élève de John Gosden effectue une rentrée fracassante dans les Craven Stakes, l'une des principales préparatoires aux 2000 Guinées, dont il devient aussitôt le favori. Dans le classique de Newmarket, on lui oppose deux représentants de l'écurie Godolphin – Shadow of Light, élu meilleur 2 ans d'Europe, et Ruling Court, qui vient de faire impression à Dubaï – et le Coolmore de service, Expanded, pas revu depuis sa deuxième place derrière Shadow of Light dans les Dewhurst Stakes. Durant le parcours, Field of Gold s'attarde un peu au moment de l'accélération des leaders, dans la descente, et s'il finit comme une balle, il ne peut remonter à temps Ruling Court et s'intercale entre les deux Godolphin à l'arrivée. Le beau gris vient de perdre une course qu'il n'aurait jamais dû perdre, John Gosden fulmine, et c'est le jockey qui paie. Quelques jours plus tard, Kieran Shoemark, qui avait eu le redoutable honneur de succéder à la légende Frankie Dettori (parti quant à lui finir sa carrière aux États-Unis) comme premier jockey de l'écurie Gosden, est débarqué sans autre forme de procès et l'Irlandais Colin Keane, en signant un contrat de première monte avec Juddmonte, récupère la monte de Field of Gold. 
Le nouveau duo fait ses débuts dans les 2000 Guinées irlandaises, où Field of Gold ne fait qu'une bouchée de ses adversaires. Puis vient l'heure de la revanche, durant le meeting royal d'Ascot, où les St. James's Palace Stakes font figure de finale des Guinées européennes avec Field of Gold, Ruling Court et le lauréat de la Poule d'Essai des Poulains, le Coolmore Henri Matisse. Pas de suspense : Field of Gold survole l'épreuve, laissant Henri Matisse à trois longueurs et demi et Ruling Court à presque huit longueurs. Le meilleur 3 ans européen sur le mile, c'est bien lui. 

### Résumé de carrière
| Date        | Hippodrome  | Pays        | Course                    | Statut      | Distance    | Jockey          | Place       | Écart       | Vainqueur ou deuxième |
| 2024, 2 ans | 2024, 2 ans | 2024, 2 ans | 2024, 2 ans               | 2024, 2 ans | 2024, 2 ans | 2024, 2 ans     | 2024, 2 ans | 2024, 2 ans | 2024, 2 ans           |
| ----------- | ----------- | ----------- | ------------------------- | ----------- | ----------- | --------------- | ----------- | ----------- | --------------------- |
| 28 juin     | Doncaster   | Royaume-Uni | Maiden                    | Class 4     | 1 400 m     | Rob Havlin      | 3e / 6      | 2 ¾         | New Century           |
| 12 juillet  | Newmarket   | Royaume-Uni | Maiden                    | Class 3     | 1 400 m     | Kieran Shoemark | 1er / 13    | 3 ¼         | Starzintheireyes      |
| 31 août     | Sandown     | Royaume-Uni | Solario Stakes            | Gr. 3       | 1 400 m     | Kieran Shoemark | 1er / 7     | 3/4         | Matauri Bay           |
| 6 octobre   | Longchamp   | France      | Prix Jean-Luc Lagardère   | Gr. 1       | 1 400 m     | Kieran Shoemark | 4e / 9      | 2 ¼         | Camille Pissarro      |
| 2025, 3 ans |             |             |                           |             |             |                 |             |             |                       |
| 16 avril    | Newmarket   | Royaume-Uni | Craven Stakes             | Gr. 3       | 1 600 m     | Kieran Shoemark | 1er / 9     | 3 ½         | Wimbledon Hawkeye     |
| 3 mai       | Newmarket   | Royaume-Uni | 2000 Guineas              | Gr. 1       | 1 600 m     | Kieran Shoemark | 2e / 11     | 1/2         | Ruling Court          |
| 24 mai      | Curragh     | Irlande     | Irish 2000 Guineas        | Gr. 1       | 1 600 m     | Colin Keane     | 1er / 9     | 3 ¾         | Cosmic Year           |
| 17 juin     | Ascot       | Royaume-Uni | St. James's Palace Stakes | Gr. 1       | 1 600 m     | Colin Keane     | 1er / 7     | 3 ½         | Henri Matisse         |

## Origines
Field of Gold est un fils du champion Kingman, auquel naturellement il fait beaucoup penser : entraîné comme lui par John Gosden pour le compte de Juddmonte Farms, Kingman, qui ne connut qu'une fois la défaite en huit sorties, a remporté comme lui les Irish 2000 Guineas et les St. James's Palace Stakes, avant de s'affirmer comme un étalon de tête, monnayant ses services à £ 150 000. 
Côté maternel, il s'agit d'une remarquable famille que l'on peut détailler à partir de la descendance de la quatrième mère, l'Américaine Imagining (par Northfileds), mère de :
- Vivid Imagination (1989, par Raise a Man), mère de :
  - Shinko Imagine (par Dixieland Band), mère de : 
    - Fumino Imagine (par Manhattan Cafe) : Sapporo Kinen (Gr.2), Fukushima Himba Stakes, Mermaid Stakes, Aichi Hai (Gr.3)

  - Wander Storm (par Storm Bird), mère de :
    - Wander Mom (par Maria's Mon) : 2e Lake Placid Handicap (Gr.1), 3e Garden City Breeders' Cup Handicap (Gr.1), De La Rose Handicap (Gr.3).
- Serena's Song (1992, par Rahy) : membre du Hall of Fame des courses américaines, lauréate de 11 groupe 1.
- Serena's Sister (1994, par Rahy), mère de : 
  - Doubles Partner (par Rock Hard Ten) : American Turf Stakes (Gr.2), 3e Turf Classic Stakes, Maker's Mark Mile Stakes (Gr.1)
  - Princess Serena (par Unbridled's Song), mère de :
    - Zabeel Prince (par Lope de Vega) : Prix d'Ispahan, Earl of Sefton Stakes (Gr.3), 2e Joel Stakes (Gr.2)
    - Puissance de Lune (par Shamardal) : Blamey Stakes (Gr.2), J. J. Liston Stakes (Gr.2), 2e Makybe Diva Stakes (Gr.1), Turnbull Stakes (Gr.1), 3e Memsie Stakes (Gr.1)
    - Serena's Storm (par Statue of Liberty), mère de :
      - Rizeena (par Iffraaj) : Moyglare Stud Stakes, Coronation Stakes, Queen Mary Stakes (Gr.2), 2e Fillies' Mile, Falmouth Stakes, Matron Stakes, Duchess of Cambridge Stakes (Gr.2), Ducke of Cambridge Stakes (Gr.2), 3e Prix Morny.

    - Princess de Lune (par Shamardal), mère de :
      - Field of Gold
- River Saint (par Irish River), mère de 
  - Producer (par Dutch Art) : Topkapi Trophy (Gr.2), Supreme Stakes (Gr.2), Criterion Stakes (Gr.3)

### Pedigree
| Origines de Field of Gold (IRE), mâle gris née en 2022 | Origines de Field of Gold (IRE), mâle gris née en 2022 | Origines de Field of Gold (IRE), mâle gris née en 2022 | Origines de Field of Gold (IRE), mâle gris née en 2022 |
| ------------------------------------------------------ | ------------------------------------------------------ | ------------------------------------------------------ | ------------------------------------------------------ |
| Père Kingman 2011                                      | Invincible Spirit 1997                                 | Green Desert                                           | Danzig                                                 |
| Père Kingman 2011                                      | Invincible Spirit 1997                                 | Green Desert                                           | Foreign Courier                                        |
| Père Kingman 2011                                      | Invincible Spirit 1997                                 | Rafha                                                  | Kris                                                   |
| Père Kingman 2011                                      | Invincible Spirit 1997                                 | Rafha                                                  | Eljazzi                                                |
| Père Kingman 2011                                      | Zenda 1999                                             | Zamindar                                               | Gone West                                              |
| Père Kingman 2011                                      | Zenda 1999                                             | Zamindar                                               | Zaizafon                                               |
| Père Kingman 2011                                      | Zenda 1999                                             | Hope                                                   | Dancing Brave                                          |
| Père Kingman 2011                                      | Zenda 1999                                             | Hope                                                   | Bahamian                                               |
| Mère Princess de Lune 2014                             | Shamardal 2002                                         | Giant's Causeway                                       | Storm Cat                                              |
| Mère Princess de Lune 2014                             | Shamardal 2002                                         | Giant's Causeway                                       | Mariah's Storm                                         |
| Mère Princess de Lune 2014                             | Shamardal 2002                                         | Helsinki                                               | Machiavellian                                          |
| Mère Princess de Lune 2014                             | Shamardal 2002                                         | Helsinki                                               | Helen Street                                           |
| Mère Princess de Lune 2014                             | Princess Serena 1999                                   | Unbridled's Song                                       | Unbridled                                              |
| Mère Princess de Lune 2014                             | Princess Serena 1999                                   | Unbridled's Song                                       | Trolley Song                                           |
| Mère Princess de Lune 2014                             | Princess Serena 1999                                   | Serena's Sister                                        | Rahy                                                   |
| Mère Princess de Lune 2014                             | Princess Serena 1999                                   | Serena's Sister                                        | Imagining (famille 7)                                  |